# European Bureau of Library, Information and Documentation Associations
Das European Bureau of Library, Information and Documentation Associations (EBLIDA) ist ein europäischer Dachverband der Berufs- und Institutionenverbände im Bereich des Bibliotheks-, Archiv- und Dokumentationswesens.

## Gründung
Am 20. August 1987 organisierte der britische Bibliotheksverband Library Association (LA – heute CILIP, Chartered Institute of Library and Information Professionals), im Rahmen des 53. IFLA-Kongresses (16.–21. August 1987) in Brighton, ein Meeting im LA-Hauptquartier in London (7 Ridgmount Street) unter dem Vorsitz von LA-Geschäftsführer George Cunningham. Die Idee, eine Schnittstelle, wie sie Verleger und Buchhändler bereits besaßen, zwischen der Kommission der Europäischen Wirtschaftsgemeinschaft und Fachverbänden zu schaffen, schwelte schon seit Jahren in den Köpfen. Mit einigen Vertretern aus anderen EWG-Staaten wurde man sich dort einig, dass eine neue Einrichtung nötig war. Vom 18. bis zum 19. Mai 1991 fand am LA-Sitz in London ein internationales Meeting mit ca. 40 Abgesandten statt, welches die Gründung eines neuen europäischen Bibliotheksorgans festlegte. Schließlich fand die offizielle Gründung in Den Haag am 13. Juni 1992 in Präsenz von neun Bibliotheksverbänden statt.

## Ziele
Laut Satzung sind die Ziele des Vereins kurz zusammengefasst: Mitgliederaustausch, Anerkennung als Gesprächspartner und Repräsentant gegenüber EU-Institutionen, sowie Einsatz für Studien-, Berufs- und Institutionenbelange. Primäres Ziel ist das Lobbying für Informationseinrichtungen in Europa. Die bisherige Geschichte zeigt, dass folgende Schwerpunkte die EBLIDA-Arbeit prägen: Europäische Wissensgesellschaft, Informationsfreiheit, Urheberrecht und Lizenzen.

## Verbandsstruktur
Oberstes Gremium ist der Rat, er ist das Verbindungsglied der einzelnen Mitglieder. Der Rat besteht aus Repräsentanten der vollwertigen Mitglieder und der Teilmitglieder. Er entscheidet über die politischen Richtlinien der Organisation und deren allgemeine Struktur. Nur vollwertige Mitglieder haben ein Stimmrecht und können in den Vollzugsausschuss, das zweite wichtige Gremium von EBLIDA, gewählt werden. Der Vollzugsausschuss übt die Verwaltungs- und administrativen Rechte aus. Das Sekretariat führt die Entscheidungen des Rates und des Vollzugsausschusses durch und bearbeitet die Alltagstätigkeiten.

## Präsidentschaft und Verwaltung
Die Präsidenten und ihre Amtszeit:
- Ross Shimmon: 1992 bis 1995
- Søren Møller: 1995 bis 1999
- Britt Marie Häggström: 1999 bis 2003
- Jan Ewout van der Putten: 9. Mai 2003 bis 12. Mai 2007
- Gerald Leitner: 12. Mai 2007 bis 11. Mai 2012
- Klaus-Peter Böttger: 11. Mai 2012 bis Mai 2015
- Jukka Relander: Mai 2015 bis Mai 2018
- Ton van Vlimmeren: seit Mai 2018

Die Direktoren und ihre Amtszeit:
- Emanuella Giavarra: Juni 1992 bis Januar 1996
- Barbara Schleihagen: März 1996 bis 20. Februar 2000
- Teresa Hackett: 21. Februar 2000 bis 21. Februar 2003
- María Pía González Pereira: 3. Februar 2003 bis 31. Januar 2006
- (Interim: Marian Koren: 1. Februar bis 30. April 2006)
- Andrew Cranfield: 1. Mai 2006 bis 30. April 2009
- Joanne Yeomans: 1. Mai 2009 bis 30. November 2010
- Vincent Bonnet: 1. Dezember 2010 bis 2018
- Jean-Marie Reding: 2018, für 4 Monate Interim Geschäftsführer
- Giuseppe Vitiello: Januar 2019

## Strategie
Die aktuelle Strategie wurde auf der Jahreskonferenz am 8. Mai 2009 in Wien mit der Wiener Erklärung festgelegt und beinhaltet vier Punkte:
1. Ein Weißbuch „Öffentliche Bibliotheken in der Wissensgesellschaft“
2. Ein Wissenszentrum auf europäischer Ebene
3. Eine nachhaltige europäisch finanzierte Projektpolitik
4. Die Beseitigung der Copyright-Barrieren